# Héder (Palatin de Hongrie)
Héder, aussi appelé Hedrich, Heindrich ou encore Henry (en hongrois : Henrik; décédé en 1164) était un homme d'armes germanique, possiblement originaire du duché de Carinthie, qui avec son frère Wolfer s'établit dans le royaume de Hongrie et devint membre de la noblesse. Héder fut aussi le cofondateur du clan Héder et le fondateur de famille Hédervári.

## Biographie
D'après les Chronica Pictum, "[Après ceci] Wolfger [Wolfer] vint de Germanie [en Hongrie] accompagné de son plus jeune frère Henry [Héder] avec trois cents cavaliers lourds et quarante fantassins; Ils appartenaient aux comtes de Hainburg. Le Grand-Prince Géza offrit [à Wolfer] la Montagne de Küszén et une île dans la région de Győr où il fit construire un château en bois et y fonda une abbaye - il y fut d'ailleurs enterré. Le clan Héder fut fondé par eux". Les travaux de Marc de Kált font ici références de manière incorrecte au Grand-Prince Géza (972-997), père d'Étienne Ier de Hongrie, premier roi de Hongrie. Mais Wolfer et Héder arrivèrent en Hongrie durant les premières années du règne de Géza II de Hongrie (1141-1162).
La région d'origine des frères fait aujourd'hui débat. Simon de Kéza dans son ouvrage Gesta Hunnorum et Hungarorum écrit que Wolfer et Héder venait de "Vildonia" avec quarante fantassins, en référence à Burgruine Wildon en Styrie. Cependant le château lui-même ne fut construit qu'à partir de 1157 ce qui laisse à penser que cette identification est incorrect. Johannes de Thurocz écrivit dans son ouvrage Chronica Hungarorum que les deux chevaliers étaient originaires de Hainburg en Royaume alaman, au sein du Duché de Souabe. La version de Marc de Kált est vraisemblablement la plus proche de la réalité, tant nous savons qu'un certain chevalier Wolfger von Erlach vivait dans la première moitié du XIIe siècle à Hainsburg.
Héder reçu en donation du roi Géza II de Hongrie le village de Hédervár dans le comté de Györ, alors que Wolfer devint propriétaire de Németújvár (aujourd'hui Güssing en Autriche) où il fonda un monastère bénédictin dans lequel il sera enterré à sa mort. Héder était l'ancêtre de la prestigieuse famille Hédervári, alors que Wolfer fut à l'origine de la famille Köszegi. Plus tard, le clan Héder fut nommé comme tel en référence à Héder et non à son frère, l'historien János Karácsonyi arguant que Héder « était plus talentueux que Wolfer, ou alors vécut plus longtemps ». Il est d'ailleurs fait mention d'Héder dès 1146 comme ispán.
Le clan Héder devint l'une des groupes les plus influents du XIIIe siècle. Son fils ou son petit-fils qui portait le même nom (fl. 1210–1223) fut ispán du comté de Györ en 1223. Un autre de ses (petits-)fils fut Denis, dont la branche est en ascendance directe de la famille Hédervári.
Entre 1150 et 1157, Héder occupa la fonction de Juge suprême du Royaume de Hongrie, le second plus haut juge -précédé seulement par la palatin- du royaume de Hongrie. Alors qu'il était en rebellion contre son roi et frère Géza II de Hongrie, le duc Étienne trouva refuge dans le Saint-Empire romain-germanique au printemps 1157, craintif d'être capturé et exécuté à cause de son opposition. Frédéric Barberousse, empereur du Saint-Empire, décida d'arbitrer le conflit entre Géza II et Etienne et envoya ses émissaires en Hongrie. En réponse, Géza envoya des délégués auprès de l'empereur, dont Héder et l'évêque de Györ Gervasius. Lors de la diète de Ratisbonne en janvier 1158, Héder et Gervasius rejetèrent les accusations d'Étienne et convinrent Barberousse de lui retirer son soutien. Ce dernier fut alors obligé de s'exiler à Constantinople.
À la suite du décès de Géza II, Héder apporta son soutien au nouveau et jeune roi Étienne III de Hongrie, couronné le 31 mai 1162 et âgé de seulement 15 ans. Héder fut alors nommé Palatin et, considérant le jeune âge du roi, devint de facto le régent du Royaume de Hongrie. Ses deux oncles, Ladislas et Étienne, qui avait rejoint la cour de l'Empire byzantin, revendiquèrent la couronne hongroise et l'empereur byzantin Manuel Ier Comnène lança une offensive militaire contre la Hongrie. Craignant une invasion byzantine, les magnats hongrois et Héder acceptèrent de couronner Ladislas comme "candidat du compromis" en juillet 1262. Après la mort de Ladislas, Étienne III fut restauré sur le trône et l'armée menée par le prétendant Étienne IV fut mise en déroute. Héder conserva son titre de palatin jusqu'en 1164, lorsqu'il fut remplacé par un puissant militaire nommé Ampud.

## Sources
- Makk, Ferenc (1989). The Árpáds and the Comneni: Political Relations between Hungary and Byzantium in the 12th century (traduit par György Novák). Akadémiai Kiadó.  (ISBN 963-05-5268-X).
- (hu) Markó, László (2006): A magyar állam főméltóságai Szent Istvántól napjainkig – Életrajzi Lexikon (Les Grands Officiers du Royaume de Hongrie, de Saint Etienne à aujourd'hui – Une encyclopédie biographique) (2e edition); Helikon Kiadó Kft., Budapest.  (ISBN 963-547-085-1).
- (hu) Zsoldos, Attila (2011). Magyarország világi archontológiája, 1000–1301 ("Archontologie séculaire de Hongrie, 1000–1301"). História, MTA Történettudományi Intézete. Budapest.  (ISBN 978-963-9627-38-3)